# Kościół św. Ignacego w Młyńcu Drugim

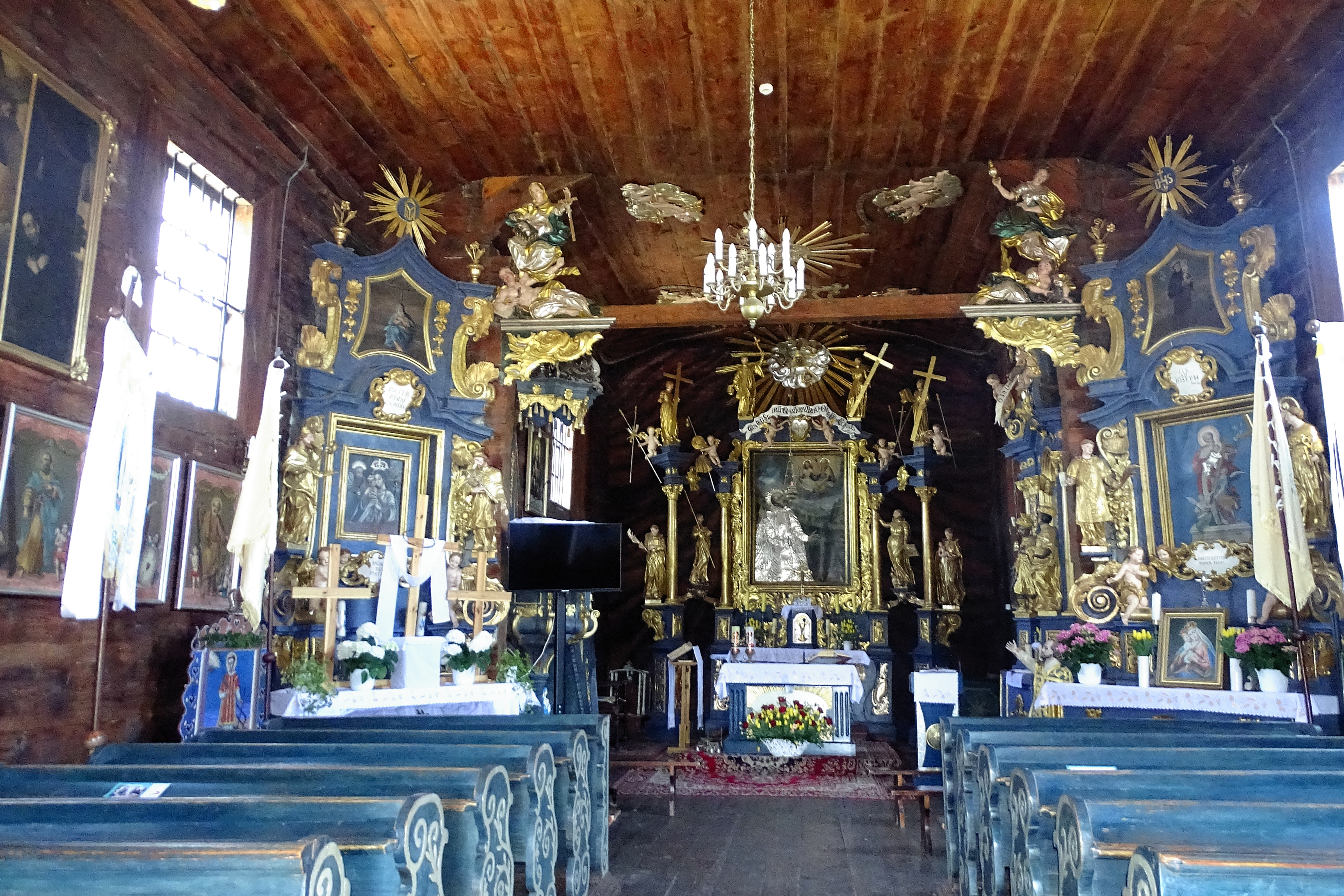
Wnętrze kościoła pw. św. Ignacego Loyoli

Kościół św. Ignacego w Młyńcu Drugim – filialna świątynia katolicka, należąca do parafii Matki Bożej Częstochowskiej i św. Wacława w Lubiczu Górnym. Znajduje się we wsi Młyniec Drugi.
Kościół na wysokim brzegu Drwęcy został zbudowany w 1750 roku przez jezuitów, którzy w I poł. XVII wieku kupili pobliską kaplicę.
Świątynia jest jednonawowa. Ma wieżę. Rokokowe wnętrze ma charakter sarmacki. Pochodzi ono z czasów budowy kościoła. Ołtarz główny pochodzi z ok. 1750 roku. Ołtarz zdobią rzeźby św. Franciszka Ksawerego i Ildefonsa, obraz św. Ignacego Loyoli oraz zasuwa ze św. Ignacym pokonującym Szatana. Jeden z ołtarzy bocznych jest ozdobiony rzeźbami Indian, co stanowi nawiązanie do działalności misyjnej św. Franciszka Ksawerego. Prospekt organowy z parapetem jest ozdobiony dekoracją malarską i snycerską. Z II poł. XVIII wieku pochodzą dwa malowane epitafia jezuitów toruńskich.